# Linia kolejowa nr 231
Linia kolejowa nr 231 – jednotorowa, niezelektryfikowana linia kolejowa znaczenia miejscowego (do km 5,140 znaczenia państwowego z uwagi na odchodzącą w tym miejscu bocznicę kolejową do jednostki wojskowej Wojsk Inżynieryjnych) łącząca stację Inowrocław Rąbinek z Kruszwicą. Prędkość maksymalna dla pociągów pasażerskich, towarowych oraz szynobusów wynosi 20 km/h. Według wykazu linii kolejowych ma klasę C3. Pierwotnie linia kolejowa rozpoczynała się już na stacji Inowrocław, biegnąc przez obecny teren Parku Solankowego i Osiedla Rąbin. Zmiana biegu trasy została przeprowadzona po katastrofie górniczej w rejonie obecnego Osiedla Rąbin.

## Dawny przebieg
Dawniej linia od Kruszwicy biegła dalej, przez Strzelno, aż do Mogilna. Z uwagi na jej nieprzejezdność została wykreślona z ewidencji PKP PLK; zlikwidowano na niej również ruch pasażerski i towarowy. Na tym odcinku zachowało się kilka obiektów mostowych, m.in. w Czerniaku nad Notecią oraz na przesmyku między Jeziorem Kunowskim a Jeziorem Bronisławskim.
W 2015 PKP podjęła działania zmierzające do przeprowadzenia procesu fizycznej likwidacji tego fragmentu. W 2018 był on już w większości pozbawiony szyn, rozkradzionych przez zbieraczy złomu.